# 灯台へ
『灯台へ(To the Lighthouse)』は、ヴァージニア・ウルフによる長編小説。1927年に刊行された。

## 紹介
この作品は、ラムジー一家と、彼らが1910年から1920年までの間訪問した、スコットランド北部にあるスカイ島での出来事を中心に展開される。
マルセル・プルースト『失われた時を求めて』や、ジェームズ・ジョイス『ダブリン市民』『ユリシーズ』と同じく、現代小説作家の伝統を継承、発展しており、『灯台へ』の物語の筋は、その哲学的内観に比べあまり重要ではない。意識の流れの文学的技法を代表する例として引用される。この小説は短い対話部分を持つが、ほとんどアクションがない。すなわち、ほとんどが思考と考察によって占められている。子ども時代の感情を呼び起こし、大人の人間関係を露わにする小説である。この本の沢山ある比喩やテーマは、消失、主観性、そして感性に関する問題である。
1998年、ランダムハウス・モダンライブラリーは『灯台へ』を、20世紀最高の小説ベスト100のリストの15番目に登録した。2005年には、雑誌タイムにおいて、1923年から今に至るまでの、英語小説ベスト100に選出されている。

## 各章のあらすじ

### 第一章　窓
この小説は、ヘブリディーズ諸島のスカイ島にあるラムジーの夏の別荘を舞台にする。この章は、ラムジー夫人が息子のジェームズに、明日こそは灯台にいけるはずと約束したことから始まる。しかし、彼女の言葉は夫ラムジーが確信をもって言った、明日は天気が悪くなるという言葉によって反対される。彼の意見は、ラムジー夫妻間、ラムジー氏とジェームズ間に、一種の緊張を生みだした。この出来事は、章全体のいろいろな場面、特にラムジー夫妻間の関係に関わる部分に大きな影響を与えることになる。
ラムジーと彼の8人の子供は、たくさんの友達、同僚とその別荘で顔を合わせた。そのうちの一人であるリリー＝ブリスコーは、ラムジー夫人とジェームズの肖像画を描こうと試みる、若く、頼りない画家として小説に登場する。彼女は、この小説を通じて疑いを持つようになる。主にチャールズ＝タンスリー(客の一人であり、女性は絵描きも執筆もできないと考える人)に接して芽生えた疑いだ。タンスリー自身は、哲学の教授であるラムジー氏と、彼の書いた論文のファンである。
この章は盛大な晩餐パーティによって締められる。客として訪れた詩人、オーガスタス・カーマイケルが二杯目のスープを頼んだとき、ラムジー氏はあと少しで彼にかみつくところだった。ラムジー夫人も、自身が約束して連れてきた知人である、ポール・ライリーとミンタ・ドイルの二人が、ミンタが祖母のブローチをビーチでなくしたことが原因でパーティに遅れたことで、不機嫌であった。

### 第二章　時は過ぎる
第二章は、時の流れ、不在、死について読者に示唆する。10年が経ち、4年間の第一次世界大戦が始まり、そして過ぎ去った。ラムジー夫人はこの世を去り、彼女の子供のうち、プルーは死産で、アンドリューは戦争でそれぞれ亡くなった。ラムジー氏は、研究する哲学の広大さが彼にもたらした恐怖と苦悩、それらによって起きる発作の発症中に、彼を励まし、慰めてくれた妻をも失ったことで、あてどなく取り残されてしまった。

### 第三章　灯台へ
『灯台へ』の最終章では、生き残ったラムジー一家と何人かの客達が、第一章で皆が集まった時点から10年後に、夏の別荘に再度集まった。ラムジー氏はついに娘のカム（カミラ）と息子のジェームズ（他のラムジー氏の子供達の存在は、最終章では言及されていない。）を灯台につれて行くことを、10年越しに計画する。灯台への訪問は、子供達が準備をしていなかったため実現しないようにも思われたが、最終的には決行された。その訪問中、子供達は、彼らを無理矢理連れてきた父へ反発し、沈黙していた。しかし、ジェームズがボートをうまく操作すると、父からは彼が予測したような厳しい言葉でなく、逆に賞賛の言葉をもらった。このことで、珍しく父と息子の間に共感の気持ちが生まれ、娘、カムの父に対する態度も、怒りから最終的に敬愛へと変わった。
彼らには、漕ぎ手のマカリスターとその息子が同行した。その息子は旅中に魚を捕まえた。彼は、捕まえた魚から釣り餌のための肉塊を切り取り、傷ついた魚を海に帰した。
彼らが灯台へ漕ぎ進んでいく中、リリーはついに、小説の最初の頃から心に留めていた肖像画を完成させようと試みた。彼女は、ラムジー夫妻に関する彼女の記憶をもう一度思い出し、10年前の様々な印象を加味することで、ラムジー夫人と人生に関する客観的な真実に近づこうと努力した。絵を描き終わった頃（ちょうどボートに乗ったラムジーらが灯台に着いた頃でもあった。）、その絵に満足させられた彼女は、なにか過去の遺産を画中に残す事よりも、自分のヴィジョンをそのまま投影することが自分にとって一番重要なことだと気づいた。

## 主要なテーマ

### 体験の複雑さ
ウルフの小説の大部分は、視界にあるものに焦点をあてることよりも、知覚の手段を調べ、見るという動作から人を理解しようとする。考えを理解できるようになるために著者は、自身が見た物に対しどのような言葉、感情が胸に湧き上がってくるかについての考えと観察に十分な時間耳を傾けるだろう、そうウルフは日記で明かしている。

### 人間関係の複雑さ
この物の見方についての吟味はしかし、外部から独立した、親しい間柄での対話にのみ限定される物ではなく、人間関係、激動する感情空間にまで及び、他の一人の人間の本当の理解に繋がる。本中の二つの章はこの不完全な吟味の波及の瞬間を上手くとらえたものとして傑出している。一章の終わりの方でラムジー夫妻が一緒に過ごす中での、彼らの間の無言のやりとりと、リリー・ブリスコーが、小説が終わりに近づくにつれラムジー氏が抱いた共感（と注目）への欲望を満たすため、もがきながら努力したことがあげられる。

## 語り手と視点
この小説は、全知な存在の視点からのナレーションがない。（第二章：時は過ぎる　を除く）その代わり、それぞれの登場人物の意識の流れの視点に次々と乗り移っていく形で小説の構造が展開される。視点の切り替えは文中ですら行われる事があり、その切り替えようは、灯台が光を旋回させる様とある意味似ているとも言える。しかし、ジェームズ・ジョイスと違い、ウルフは登場人物の思考の手順をぶつ切りの断片的な一節であらわそうとはしない。ウルフの手順は、もっと叙情的な言い換えによるものだ。全知な存在の視点が欠如していることは、小説の全ての部分で、読者に対し明快な指針があるわけではなく、大部分が道徳的に不透明な小説であるため、登場人物の展開を通じてのみ、我々読者が考え、視野を構築、開拓することができるということをあらわしているのだ。
第一章では登場人物の経験と、実際の経験、取り巻く環境、これらの間の関係性の描写に注力されているが、第二章「時は過ぎる」では、登場人物が先の関係性において言及されることがなく、出来事を異なった視点で表現している。その代わり、ウルフはこの章を、どの登場人物との相関性もない第三者の視点から描き出しており、出来事を時系列にそったものとして認識されるように仕立てている。そのために、第三者の語り口はどこにも焦点を合わせず、ゆがめられたものであり、ウルフの言う「私たちが関与しないときの生」の一例になっている。

## 自身の経験と実際の地理の諷示

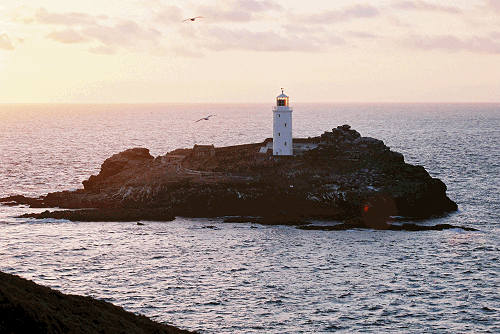
Godrevy Lighthouse at sunset

ウルフの『灯台へ』の執筆は、彼女の両親に関する解決されていない問題への理解と対処から始まった面も一部ある。そして確かに、本文中には彼女の実際の生活と類似している箇所が散見される。彼女が両親、家族と一緒に、父親が別荘を保有していたコーンウォール州のセント・アイヴスを訪問したことは、おそらく彼女の人生の中で一番幸せなひとときであっただろう。しかし13歳のときに母親を亡くし、父親レズリー・スティーブンもラムジー氏のように、塞ぎ込んで自己憐憫に陥ってしまう。ウルフの姉ヴァネッサ・ベルは回想で、ラムジー夫人が登場する章を読んでいたときは、母親が死から蘇ったかのように錯覚したと記述している。
彼らの弟、エイドリアンは、小説中のジェームズが灯台へ行きたいと熱望し、旅行の中止を受け落胆したのと同様に、ゴッドレビー灯台への旅行が許されなかった。リリー・ブリスコーの絵画のための黙想はウルフが自身の創造的なプロセス（また画家であるウルフの姉ヴァネッサのプロセスも）を探求する一つの手段である。なぜなら、ウルフが執筆に抱く思いが、リリーの作画に抱く思いと同じであるからである。
ウルフの父レズリー・スティーヴンは、1882年、ウォルフの誕生日のすぐ後、セント・アイヴスにタラントハウスを借りた。その家は次の10年間、ウルフ一家の夏の間の「隠棲所」として住まれることになる。「灯台へ」の本文の主な舞台である、スカイ島にある家は、ウルフがこのタラントハウスをモチーフに考えついたものである。海に繋がる緑色の庭、海そのもの、灯台など、たくさんのセント・アイビス湾の実在する特色ある事物が小説に登場する。 
確かに小説中では、ラムジー一家は戦後スカイ島にある家に戻ることができたが、スティーブンはそのときタランドハウスを手放していた。戦後、ウルフは、新たな持ち主に姉ヴァネッサを迎えたタラントハウスを訪れ、その訪問は両親が死んで長い時が経過しても繰り返された。

## 出版までの変遷
ウルフの最も自伝的な小説であるこの作品の草稿を完成させるに際して、彼女自身が「私が書いた本の中で迷わず一番といえる一冊」と表現し、彼女の夫レナード・ウルフは「傑作、(中略)完全に新しい『自叙的な詩』」と考えた。夫婦が一緒に1927年、ロンドンのホガース出版社にて出版した。初版は、7×5インチの320ページ装丁の本3000冊で、青いクロス製本であった。その本は、ウルフがそれまでに出版したどの本の売り上げを超え、ウルフは車を買えるようになった。

## 著書目録
- Virginia Woolf, To the Lighthouse, (London: Hogarth, 1927) First edition; 3000 copies initially with a second impression in June.
- Virginia Woolf, To the Lighthouse, (New York: Harcourt Brace, 1927) First US edition; 4000 copies initially with at least five reprints in the same year.

## 日本語訳
- 『燈台へ』中村佐喜子訳、新潮文庫、1956年、復刊1993年。のちグーテンベルク21（電子書籍、2011年より）
- 『燈台へ』伊吹知勢訳、みすず書房、1976年、新装版1999年。前者は「著作集4」、後者は「ウルフ・コレクション」
- 『燈台へ』伊東只正訳、開明書院、1977年
- 『灯台へ』御輿哲也訳、岩波文庫、2004年
- 『灯台へ』鴻巣友季子訳、河出書房新社「ウルフ 世界文学全集Ⅱ-01」、2009年／改訂・新潮文庫、2024年（電子書籍も刊）

## 脚色
- To the Lighthouse, a 1983 telefilm starring Rosemary Harris, Michael Gough, Suzanne Bertish, and Kenneth Branagh.
- To the Lighthouse - 15 minute Drama, BBC Radio 4 11/08/2014 - 15/08/2014 dramatised by Linda Marshall Griffiths